# Necrotaulius korujensis
Necrotaulius korujensis is een fossiele soort schietmot uit de familie Necrotauliidae.